# VV Rigtersbleek in het seizoen 1960/61
Het seizoen 1960/1961 was het 50e jaar in het bestaan van de Enschedese voetbalclub Rigtersbleek. De club kwam na de degradatie vorig seizoen uit in de Tweede divisie, hierin werd een teleurstellende vijftiende plaats behaald. Ook werd deelgenomen aan het toernooi om de KNVB beker, de groepsfase bleek het eindstation te zijn. Na het seizoen keerde de club, wegens financiële redenen, terug naar de amateurs.

## Wedstrijdstatistieken

### Tweede divisie
| 1e speelronde                                                         | Velox                                                                                               | 2 – 3 (2 – 2) | Rigtersbleek                                               |
| 21 augustus 1960 Plaats: Utrecht Koningsweg                           | Frans Geurtsen 1', 74'                                                                              |               | –', 70' Frans Olde Riekerink 34' Van der Haar              |
| 2e speelronde                                                         | Rigtersbleek                                                                                        | 3 – 2         | Zeist                                                      |
| 28 augustus 1960 Plaats: Enschede Heekstraat                          | Frans Olde Riekerink –', 55' Hennie Vrelink                                                         |               | Gerrie Keizer 45' Arie Schouten                            |
| 3e speelronde                                                         | PEC                                                                                                 | 3 – 4 (2 – 0) | Rigtersbleek                                               |
| 4 september 1960 Plaats: Zwolle De Vrolijkheid                        | Leo Koopman 28', 41', 64'                                                                           |               | 68' (e.d.) Homme Siebenga –', –', 87' Frans Olde Riekerink |
| 4e speelronde                                                         | Rigtersbleek                                                                                        | 2 – 1         | Roda Sport                                                 |
| 11 september 1960 Plaats: Enschede Heekstraat                         | Frans Olde Riekerink –', 89'                                                                        |               | Rik Aspers                                                 |
| 5e speelronde                                                         | De Graafschap                                                                                       | 5 – 0 (1 – 0) | Rigtersbleek                                               |
| 25 september 1960 Plaats: Doetinchem De Vijverberg                    | Willem Weijkamp 16', 75' Leo Bosklopper 80' Ap Bosveld Jan Roes                                     |               |                                                            |
| 6e speelronde                                                         | Rigtersbleek                                                                                        | 1 – 2         | Baronie                                                    |
| 9 oktober 1960 Plaats: Enschede Heekstraat                            | Segbert 26'                                                                                         |               | –' (e.d.) Karel Wigger 87' Ad van Ierssel                  |
| 7e speelronde                                                         | Wilhelmina                                                                                          | 2 – 3         | Rigtersbleek                                               |
| 16 oktober 1960 Plaats: 's-Hertogenbosch Sportpark De Wolfsdonken     | Wil Steigerwald Willy Giesbers                                                                      |               | –', –' Frans Olde Riekerink Hennie Vrelink                 |
| 8e speelronde                                                         | Rigtersbleek                                                                                        | 3 – 1         | De Valk                                                    |
| 23 oktober 1960 Plaats: Enschede Heekstraat                           | Frans Olde Riekerink 15', 75' Hennie Nijhuis                                                        |               | 25' Munnecom                                               |
| 9e speelronde                                                         | N.E.C.                                                                                              | 5 – 3 (2 – 1) | Rigtersbleek                                               |
| 6 november 1960 Plaats: Nijmegen Goffertstadion                       | Jan van Boxtel 14' Tini van Reeken 38' Moises Bicentini 55' Cor Smulders 65' Theo Slijkhuis 84'     |               | 25' Segbert 66' Hennie Nijhuis 68' Frans Olde Riekerink    |
| 10e speelronde                                                        | Rigtersbleek                                                                                        | 1 – 2         | Oldenzaal                                                  |
| 13 november 1960 Plaats: Enschede Heekstraat                          | Frans Olde Riekerink                                                                                |               | 65' Peter Hoomans 75' Hennie Koopman                       |
| 11e speelronde                                                        | Tubantia                                                                                            | 4 – 0 (1 – 0) | Rigtersbleek                                               |
| 20 november 1960 Plaats: Hengelo Stadion Veldwijk                     | Willy Roters 20', 52', 58' Jan Ruinemans 70'                                                        |               |                                                            |
| 12e speelronde                                                        | Rigtersbleek                                                                                        | 0 – 0         | Zwolsche Boys                                              |
| 27 november 1960 Plaats: Enschede Heekstraat                          | |               |                                                            |
| 13e speelronde                                                        | Rigtersbleek                                                                                        | 0 – 1 (0 – 1) | Hilversum                                                  |
| 11 december 1960 Plaats: Enschede Heekstraat                          | |               | 22' Evert Pluim                                            |
| 14e speelronde                                                        | Haarlem                                                                                             | 3 – 2         | Rigtersbleek                                               |
| 18 december 1960 Plaats: Haarlem Jan Gijzenkade                       | Veen Jaap Dorenbos Aad Goedhart                                                                     |               | 33' van der Haar 75' Frans Olde Riekerink                  |
| 15e speelronde                                                        | Rigtersbleek                                                                                        | 1 – 2         | LONGA                                                      |
| 26 december 1960 Plaats: Enschede Heekstraat                          | Van der Haar                                                                                        |               | 27' (pen.) Jan Meijer 40' Gerard Spanings                  |
| 16e speelronde                                                        | UVS                                                                                                 | 3 – 1 (1 – 1) | Rigtersbleek                                               |
| 1 mei 1961 Plaats: Leiden Kikkerpolder                                | Jan Nijman 45' Wim van Kampen 65' André Hak –' (pen.)                                               |               | 25' Frans Olde Riekerink                                   |
| 17e speelronde                                                        | Rigtersbleek                                                                                        | 3 – 2         | Velox                                                      |
| 15 januari 1961 Plaats: Enschede Heekstraat                           | W. Schepers Dick Zwezerijn 51' (e.d.) Frans Olde Riekerink 78'                                      |               | 5' Cor Adelaar 35' Ben Aarts                               |
| 18e speelronde                                                        | Zeist                                                                                               | 0 – 4         | Rigtersbleek                                               |
| 5 februari 1961 Plaats: Zeist De Koeburg                              | |               | Segbert W. Schepers Fröling Frans Olde Riekerink           |
| 19e speelronde                                                        | Rigtersbleek                                                                                        | 0 – 1 (0 – 0) | PEC                                                        |
| 19 februari 1961 Plaats: Enschede Heekstraat                          | |               | 68' Leo Koopman                                            |
| 20e speelronde                                                        | Roda Sport                                                                                          | 4 – 1         | Rigtersbleek                                               |
| 26 februari 1961 Plaats: Kerkrade Jonkerbergstraat                    | Hens Fischer 9' Klaus Rik Aspers –', –'                                                             |               | Segbert                                                    |
| 21e speelronde                                                        | Rigtersbleek                                                                                        | 1 – 1 (0 – 0) | De Graafschap                                              |
| 5 maart 1961 Plaats: Enschede Heekstraat                              | Frans Olde Riekerink 86'                                                                            |               | 85' Ap Bosveld                                             |
| 22e speelronde                                                        | Baronie                                                                                             | 4 – 0 (2 – 0) | Rigtersbleek                                               |
| 12 maart 1961 Plaats: Breda De Blauwe Kei                             | Henk van Ierssel 11' (pen.) Kees Groeneveld 43', 61', 89'                                           |               |                                                            |
| 23e speelronde                                                        | Rigtersbleek                                                                                        | 0 – 1 (0 – 0) | Wilhelmina                                                 |
| 19 maart 1961 Plaats: Enschede Heekstraat                             | |               | 65' Martin Kastelijn                                       |
| 24e speelronde                                                        | De Valk                                                                                             | 2 – 1 (1 – 1) | Rigtersbleek                                               |
| 26 maart 1961 Plaats: Valkenswaard Leenderweg                         | Jacques de Wit 5' Miel Pijs 52'                                                                     |               | 5' Hennie Nijhuis                                          |
| 25e speelronde                                                        | Rigtersbleek                                                                                        | 2 – 3         | Zwartemeer                                                 |
| 1 april 1961 Plaats: Enschede Heekstraat                              | Van der Haar Hennie Vrelink                                                                         |               | Willy Hoogenberg –', –' Tonny Roosken                      |
| 26e speelronde                                                        | Zwartemeer                                                                                          | 6 – 2         | Rigtersbleek                                               |
| 3 april 1961 Plaats: Klazienaveen Sportterrein aan de Mr. Ovingstraat | Tonny Roosken –', –', –', –' Gerard Lippold 68' Job Drent                                           |               | Jan Smit Van der Haar                                      |
| 27e speelronde                                                        | Rigtersbleek                                                                                        | 4 – 2         | N.E.C.                                                     |
| 9 april 1961 Plaats: Enschede Heekstraat                              | Frans Olde Riekerink 15' Jan Olde Riekerink 30' Willy Cornelissen –' (e.d.) Hennie Vrelink          |               | Cor Smulders (pen) Theo Slijkhuis                          |
| 28e speelronde                                                        | Oldenzaal                                                                                           | 3 – 1         | Rigtersbleek                                               |
| 16 april 1961 Plaats: Oldenzaal Het Heuveltje                         | Johan Beuvink 44' Gerrit Kuiper Herman Schouwink 89'                                                |               | 19' Frans Olde Riekerink                                   |
| 29e speelronde                                                        | Rigtersbleek                                                                                        | 3 – 2         | Tubantia                                                   |
| 23 april 1961 Plaats: Enschede Heekstraat                             | Jacky Jurissen 15' Frans Olde Riekerink Jan Olde Riekerink 56'                                      |               | 6' Willy Roters 75' (pen.) Bennie Haghuis                  |
| 30e speelronde                                                        | Zwolsche Boys                                                                                       | 0 – 4 (0 – 1) | Rigtersbleek                                               |
| 7 mei 1961 Plaats: Zwolle Gemeentelijk Sportpark                      | |               | 9', 58', 86' Jan Olde Riekerink 68' Frans Olde Riekerink   |
| 31e speelronde                                                        | Rigtersbleek                                                                                        | 0 – 2 (0 – 0) | HFC Haarlem                                                |
| 14 mei 1961 Plaats: Enschede Heekstraat                               | |               | 65' Jaap Dorenbos De Ridder                                |
| 32e speelronde                                                        | LONGA                                                                                               | 0 – 0         | Rigtersbleek                                               |
| 28 mei 1961 Plaats: Tilburg Aan de spoorbrug                          | |               |                                                            |
| 33e speelronde                                                        | Rigtersbleek                                                                                        | 1 – 1 (1 – 0) | UVS                                                        |
| 4 juni 1961 Plaats: Enschede Heekstraat                               | Bennie de Vries 16'                                                                                 |               | 58' Jacques van Leeuwen                                    |
| 34e speelronde                                                        | Hilversum                                                                                           | 7 – 2         | Rigtersbleek                                               |
| 11 juni 1961 Plaats: Hilversum Gemeentelijk Sportpark                 | Evert Pluim Chris Lefering Gijs van Wieringen Martin Looman Flip Krant Hans Akkerman Cor van Moorst |               | –' (pen.) Frans Olde Riekerink Hennie Vrelink              |

### KNVB Beker
| Groepsfase                                    | Rigtersbleek                                                                       | 3 – 1 (1 – 0) | Oldenzaal                                     |
| 11 augustus 1960 Plaats: Enschede Heekstraat  | Van der Haar 8' W. Schepers Frans Olde Riekerink                                   |               | 63' Herman Schouwink                          |
| Groepsfase                                    | Sportclub Enschede                                                                 | 9 – 2 (3 – 0) | Rigtersbleek                                  |
| 14 augustus 1960 Plaats: Enschede Het Diekman | Pierre Kerkhoffs 11', 35', 53', 66', –', –' Gerrit Voges 28', 54' Joop Janssen     |               | 67', –' (pen.) Frans Olde Riekerink           |
| Groepsfase                                    | Enschedese Boys                                                                    | 6 – 2 (0 – 1) | Rigtersbleek                                  |
| 30 oktober 1960 Plaats: Enschede Heekpark     | Gerrit Moddejonge –', –' Koen Weijdijk –', –' Gerrit Nijsink –' (pen.) Abe Lenstra |               | 1' Hennie Vrelink Frans Olde Riekerink        |
| Groepsfase                                    | Rigtersbleek                                                                       | 2 – 3 (1 - 2) | Tubantia                                      |
| 12 april 1961 Plaats: Enschede Heekstraat     | Hennie Vrelink 19', 62'                                                            |               | 32', 34' Gerrit Lippinkhof 55' Willy Scholten |

## Statistieken Rigtersbleek 1960/1961

### Eindstand Rigtersbleek in de Nederlandse Tweede divisie 1960 / 1961
| Stand | Gespeeld | Gewonnen | Gelijk | Verloren | Punten | Doelpunten voor | Doelpunten tegen |
| ----- | -------- | -------- | ------ | -------- | ------ | --------------- | ---------------- |
| 15e   | 34       | 11       | 4      | 19       | 26     | 56              | 79               |

### Topscorers
| #                | Naam                       | Goal |
| ---------------- | -------------------------- | ---- |
| 1.               | Frans Olde Riekerink       | 25   |
| 2.               | Ben van der Haar           | 5    |
| 2.               | Jan Olde Riekerink         | 5    |
| 2.               | Hennie Vrelink             | 5    |
| 5.               | Segbert                    | 4    |
| 6.               | Hennie Nijhuis             | 3    |
| 7.               | Willy Schepers             | 2    |
| 8.               | Fröling                    | 1    |
| 8.               | Jacky Jurissen             | 1    |
| 8.               | Jan Snip                   | 1    |
| 8.               | Bennie de Vries            | 1    |
| Eigen doelpunten |                            |      |
| –                | Willy Cornelissen (N.E.C.) | 1    |
| –                | Homme Siebenga (PEC)       | 1    |
| –                | Dick Zwezerijn (Velox)     | 1    |
| Totaal           | Totaal                     | 56   |

| #      | Naam                 | Goal |
| ------ | -------------------- | ---- |
| 1.     | Frans Olde Riekerink | 4    |
| 2.     | Hennie Vrelink       | 3    |
| 3.     | Ben van der Haar     | 1    |
| 3.     | Willy Schepers       | 1    |
| Totaal | Totaal               | 9    |

### Punten per speelronde
| Speelronde | 1 | 2 | 3 | 4 | 5 | 6 | 7 | 8 | 9 | 10 | 11 | 12 | 13 | 14 | 15 | 16 | 17 | 18 | 19 | 20 | 21 | 22 | 23 | 24 | 25 | 26 | 27 | 28 | 29 | 30 | 31 | 32 | 33 | 34 |
| ---------- | - | - | - | - | - | - | - | - | - | -- | -- | -- | -- | -- | -- | -- | -- | -- | -- | -- | -- | -- | -- | -- | -- | -- | -- | -- | -- | -- | -- | -- | -- | -- |
| Punten     | 2 | 2 | 2 | 2 | 0 | 2 | 2 | 2 | 0 | 0  | 0  | 1  | 0  | 0  | 0  | 0  | 2  | 2  | 0  | 0  | 1  | 0  | 0  | 0  | 0  | 0  | 2  | 0  | 2  | 2  | 0  | 1  | 1  | 0  |

### Punten na speelronde
| Speelronde | 1 | 2 | 3 | 4 | 5 | 6  | 7  | 8  | 9  | 10 | 11 | 12 | 13 | 14 | 15 | 16 | 17 | 18 | 19 | 20 | 21 | 22 | 23 | 24 | 25 | 26 | 27 | 28 | 29 | 30 | 31 | 32 | 33 | 34 |
| ---------- | - | - | - | - | - | -- | -- | -- | -- | -- | -- | -- | -- | -- | -- | -- | -- | -- | -- | -- | -- | -- | -- | -- | -- | -- | -- | -- | -- | -- | -- | -- | -- | -- |
| Punten     | 2 | 4 | 6 | 8 | 8 | 10 | 12 | 14 | 14 | 14 | 14 | 15 | 15 | 15 | 15 | 15 | 17 | 19 | 19 | 19 | 20 | 20 | 20 | 20 | 20 | 20 | 22 | 22 | 24 | 26 | 26 | 27 | 28 | 28 |

### Doelpunten per speelronde
| Speelronde | 1 | 2 | 3 | 4 | 5 | 6 | 7 | 8 | 9 | 10 | 11 | 12 | 13 | 14 | 15 | 16 | 17 | 18 | 19 | 20 | 21 | 22 | 23 | 24 | 25 | 26 | 27 | 28 | 29 | 30 | 31 | 32 | 33 | 34 | Totaal |
| ---------- | - | - | - | - | - | - | - | - | - | -- | -- | -- | -- | -- | -- | -- | -- | -- | -- | -- | -- | -- | -- | -- | -- | -- | -- | -- | -- | -- | -- | -- | -- | -- | ------ |
| Doelpunten | 3 | 3 | 4 | 2 | 0 | 2 | 3 | 3 | 3 | 1  | 0  | 0  | 0  | 2  | 1  | 1  | 3  | 4  | 0  | 1  | 1  | 0  | 0  | 1  | 2  | 2  | 4  | 1  | 3  | 4  | 0  | 0  | 1  | 2  | 56     |

## Voetnoten
Baronie · De Graafschap · Haarlem · Hilversum · LONGA · N.E.C. · Oldenzaal · PEC · Rigtersbleek · Roda Sport · Tubantia · UVS · De Valk · Velox · Wilhelmina · Zeist · Zwartemeer · Zwolsche Boys